# Livello di Fermi
Il livello di Fermi di un corpo allo stato solido è il lavoro termodinamico necessario per aggiungere un elettrone al corpo. È una quantità termodinamica solitamente indicata con µ o EF  per brevità. Il livello di Fermi non include il lavoro necessario per rimuovere l'elettrone da dove proviene. Una comprensione precisa del livello di Fermi, come si relaziona alla struttura elettronica a bande nel determinare le proprietà elettroniche, come si relaziona con la tensione e il flusso di carica in un circuito elettronico, è essenziale per una comprensione della fisica dello stato solido.
Nella teoria della struttura a bande, utilizzata nella fisica dello stato solido per analizzare i livelli di energia in un solido, il livello di Fermi può essere considerato come quell'ipotetico livello di energia di un elettrone, tale che all'equilibrio termodinamico avrebbe una probabilità del 50% di essere occupato in un dato momento .  La posizione del livello di Fermi rispetto ai livelli energetici delle bande è un fattore cruciale nella determinazione delle proprietà elettriche. Il livello di Fermi non corrisponde necessariamente ad un reale livello di energia (in un isolante il livello di Fermi si trova nella banda proibita), né richiede l'esistenza di una struttura a bande. Tuttavia, il livello di Fermi è una grandezza termodinamica definita con precisione e le differenze tra i livelli di Fermi possono essere misurate semplicemente con un voltmetro.

## Misura della tensione

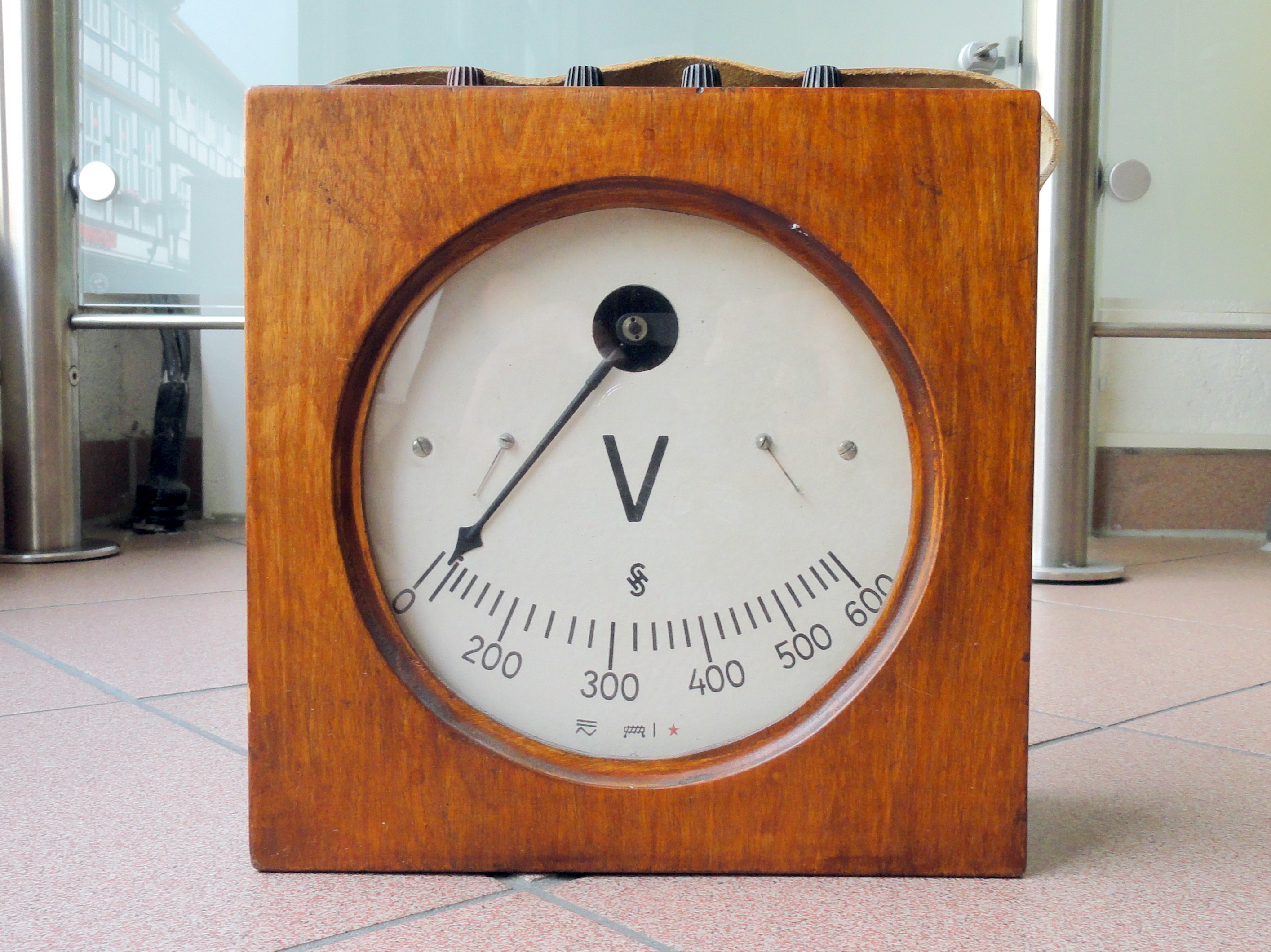
Un voltmetro misura le differenze nel livello di Fermi diviso per la carica dell'elettrone.

A volte si dice che le correnti elettriche sono guidate da differenze di potenziale elettrostatico (potenziale Galvani), ma questo non è esattamente vero. Come controesempio, i dispositivi multimateriali come le giunzioni p-n contengono differenze di potenziale elettrostatico interne all'equilibrio, ma non c'è alcuna corrente netta: se un voltmetro è collegato alla giunzione, si misura semplicemente zero volt. Chiaramente, il potenziale elettrostatico non è l'unico fattore che influenza il flusso di carica in un materiale: anche la repulsione di Pauli, i gradienti di concentrazione dei portatori, l'induzione elettromagnetica e gli effetti termici giocano un ruolo importante.
Infatti, la grandezza chiamata tensione misurata in un circuito elettronico ha una semplice relazione con il potenziale chimico degli elettroni (livello di Fermi). Quando i cavi di un voltmetro sono collegati a due punti di un circuito, la tensione visualizzata è una misura del lavoro totale trasferito quando si consente a una carica unitaria di spostarsi da un punto all'altro. Se un semplice filo viene collegato tra due punti di tensione diversa (formando un cortocircuito), la corrente passerà dalla tensione positiva a quella negativa, convertendo il lavoro disponibile in calore.
Il livello di Fermi di un corpo esprime il lavoro richiesto per aggiungere un elettrone ad esso, o ugualmente il lavoro ottenuto rimuovendo un elettrone. Pertanto, VA − VB, la differenza di tensione osservata tra due punti, A e B, in un circuito elettronico è esattamente correlata alla corrispondente differenza di potenziale chimico, µA − µB, a livello di Fermi dalla formula
{\displaystyle V_{\mathrm {A} }-V_{\mathrm {B} }={\frac {\mu _{\mathrm {A} }-\mu _{\mathrm {B} }}{-e}}}
dove −e è la carica dell'elettrone.
Dalla discussione di cui sopra si può vedere che gli elettroni si sposteranno da un corpo con µ alto (bassa tensione) a µ basso (alta tensione) se viene fornito un percorso semplice. Questo flusso di elettroni farà aumentare il µ più basso (a causa della carica o altri effetti di repulsione) e allo stesso modo farà diminuire il µ più alto. Alla fine, µ si assesterà allo stesso valore in entrambi i corpi. Questo porta ad un fatto importante per quanto riguarda lo stato di equilibrio (spento) di un circuito elettronico:
Un circuito elettronico in equilibrio termodinamico avrà un livello di Fermi costante in tutte le sue parti collegate.
Ciò significa anche che la tensione (misurata con un voltmetro) tra due punti qualsiasi sarà zero, all'equilibrio. Si noti che l'equilibrio termodinamico qui richiede che il circuito sia collegato internamente e non contenga batterie o altre fonti di alimentazione, né variazioni di temperatura.

## Struttura a bande dei solidi

La distribuzione Fermi-Dirac rispetto all'energia, con μ = 0,55 eV e per varie temperature nel range 50K ≤ T ≤ 375K.

Nella teoria delle bande dei solidi, gli elettroni sono considerati occupare una serie di bande composte da autostati dell'energia della singola particella, ciascuna etichettati da ε. Sebbene questa immagine a particella singola sia un'approssimazione, semplifica notevolmente la comprensione del comportamento elettronico e generalmente fornisce risultati corretti se applicata correttamente.
La distribuzione di Fermi-Dirac, {\displaystyle f(\epsilon )}, dà la probabilità che (all'equilibrio termodinamico) uno stato di energia ϵ sia occupato da un elettrone:
{\displaystyle f(\epsilon )={\frac {1}{e^{(\epsilon -\mu )/kT}+1}}}
Qui, T è la temperatura assoluta e k è la costante di Boltzmann. Se c'è uno stato a livello di Fermi (ϵ = µ), allora questo stato avrà una probabilità del 50% di essere occupato. Più f è vicino a 1, maggiore è la possibilità che questo stato sia occupato. Più f è vicino a 0, maggiore è la possibilità che questo stato sia vuoto.
La posizione di µ all'interno della struttura a bande di un materiale è importante per determinare il comportamento elettrico del materiale.
- In un isolante, µ si trova all'interno di un ampio gap di banda, lontano da qualsiasi stato in grado di trasportare corrente.
- In un metallo, semimetallo o semiconduttore degenere, µ si trova all'interno di una banda delocalizzata. Un gran numero di stati nelle vicinanze di µ sono termicamente attivi e trasportano facilmente corrente.
- In un semiconduttore intrinseco o leggermente drogato, µ è abbastanza vicino a un bordo di banda, dove vi è un numero diluito di portatori termicamente eccitati.

Nei semiconduttori e nei semimetalli la posizione di µ rispetto alla struttura a bande può essere generalmente controllata in misura significativa mediante drogaggio o gating. Questi controlli non cambiano µ che è fissato dagli elettrodi, ma piuttosto fanno sì che l'intera struttura della banda si sposti su e giù (a volte cambiando anche la forma della struttura della banda). Per ulteriori informazioni sui livelli di Fermi dei semiconduttori, vedere (ad esempio) Sze.

### Riferimento della banda di conduzione locale, potenziale chimico interno e parametroζ
Se il simbolo ℰ è utilizzato per indicare un livello di energia di elettroni misurato rispetto all'energia del bordo della relativa fascia racchiude, εC, quindi in generale abbiamo ℰ = ε - εC. Si può definire un parametro ζ che fa riferimento al livello di Fermi rispetto al bordo della banda:
{\displaystyle \zeta =\mu -\epsilon _{\rm {C}}.}
Ne segue che la funzione di distribuzione di Fermi-Dirac può essere scritta come
{\displaystyle f({\mathcal {E}})={\frac {1}{e^{({\mathcal {E}}-\zeta )/kT}+1}}.}
La teoria delle bande dei metalli fu inizialmente sviluppata da Sommerfeld, dal 1927 in poi, che prestò grande attenzione alla termodinamica e alla meccanica statistica. Può causare confusione il fatto che in alcuni contesti la quantità riferita alla banda ζ può essere chiamata livello di Fermi, potenziale chimico o potenziale elettrochimico, portando ad ambiguità con il livello di Fermi riferito a livello globale. In questa voce, i termini livello di Fermi riferito alla banda di conduzione o potenziale chimico interno sono usati per riferirsi a ζ.

Esempio di variazioni del bordo di banda di conduzione E_{C} in un diagramma a bande di un transistor ad alta mobilità elettronica (HEMT) basato su eterogiunzione GaAs/AlGaAs.

ζ è direttamente correlata al numero di portatori di carica attivi come pure la loro tipica energia cinetica, e, quindi, è direttamente coinvolto nella determinazione delle proprietà locali del materiale (come la conducibilità elettrica). Per questo motivo è comune concentrarsi sul valore di ζ quando si studiano le proprietà degli elettroni in un singolo materiale conduttore, omogeneo. Per analogia con gli stati di energia di un elettrone libero, il ℰ di uno stato è l'energia cinetica di quello stato e εC è la sua energia potenziale. Con questo in mente, il parametro ζ potrebbe anche essere considerato come l'energia cinetica di Fermi.
Diversamente da μ, il parametro ζ non è una costante all'equilibrio, ma in un materiale varia da un luogo all'altro a causa di variazioni di εC, che è determinata da fattori quali la qualità del materiale e impurità/droganti. Vicino alla superficie di un semiconduttore o semimetallo, ζ può essere fortemente controllato da campi elettrici applicati esternamente, come avviene in un transistor a effetto di campo. In un materiale multibanda, può anche assumere più valori in un'unica posizione. Ad esempio, in un pezzo di alluminio metallico ci sono due bande di conduzione che attraversano il livello di Fermi (ancora più bande in altri materiali); ogni banda ha un'energia differente bordo, εC, e ζ diverso.
Il valore di ζ a temperatura nulla è ampiamente conosciuto come energia di Fermi, a volte scritto ζ0. Confusamente, il nome energia di Fermi a volte è usato per riferirsi a ζ a temperatura diversa da zero.